# ژان-کلود پیومی
ژان-کلود پیومی (فرانسوی: Jean-Claude Piumi‎؛ ۲۷ مه ۱۹۴۰ – ۱۹۹۶) بازیکن فوتبال اهل فرانسه بود.
از باشگاه‌هایی که در آن بازی کرده‌است می‌توان به باشگاه فوتبال موناکو و باشگاه فوتبال والنسین اشاره کرد.
وی همچنین در تیم ملی فوتبال فرانسه بازی کرده‌است.